# Castel d'Alfiolo
Il Castel d'Alfiolo è un edificio storico italiano che si trova lungo la strada che da Gubbio porta a Gualdo Tadino, nella frazione di Stazione di Padule in Provincia di Perugia.

## Storia
Il castello fu costruito intorno all'anno 1000 ed era posizionato all'interno del feudo d'Alfiolo creato dall'imperatore Ottone II. In assenza di eredi, il castello e tutti i suoi beni passarono nelle mani del vescovo di Gubbio che, successivamente, lo affidò ad altri ordini religiosi che si occuparono poi di bonificare la palude sottostante (il nome della frazione, Padule, di fatti deriva direttamente dalla palude presente nell'area).
Nel XII secolo il castello venne trasformato in una Badia in cui trovarono posto attività agricole e manifatturiere, laboratori, scuole, ospizi e giardini arrivando quasi a formare una piccola città.
Nel 1444 il castello tornò in possesso del vescovo di Gubbio che lo trasformò in residenza estiva dei vescovi di Gubbio dopo averne apportato molte migliorie fino ad arrivare, nel 1539, all'aspetto definitivo.
Con l'unità d'Italia il castello divenne bene del demanio dello Stato, per poi cambiare nel corso degli anni diversi proprietari fino a diventare sede di un'azienda agricola.

## Struttura
Il castello ha la forma di un quadrilatero e risulta molto possente e maestoso. All'interno vi sono numerosi cortili, cantine e anche una chiesa. Nel territorio circostante sono presenti diversi casali, un lago e ampi terreni agricoli.